# 海姆瑟達爾
海姆瑟達爾（挪威語：Hemsedal，發音：[ˈhɛmsəˈdɑl] ⓘ）是挪威布斯克吕郡的市镇，行政中心为特略姆村。市镇面积为753平方公里，人口数量为1,876人（2004年），人口密度为每平方公里3人。